# Jarrel Ong
Jarrel Ong (* 26. Oktober 2002 in Singapur), mit vollständigen Namen Jarrel Ong Jia Wei, ist ein singapurischer Fußballspieler.

## Karriere
Jarrel Ong erlernte das Fußballspielen in der Jugendmannschaft des singapurischen Erstligisten Hougang United. Als Jugendspieler bestritt er 2021 ein Erstligaspiel. Hier kam er am 13. März 2021 im Auswärtsspiel gegen Albirex Niigata (Singapur) zum Einsatz. Hier stand er in der Startelf und wurde er nach der Halbzeitpause für den Brasilianer Gilberto Fortunato ausgewechselt. In der 42. Spielminute schloss er sein erstes Ligator. Im Jahr 2022 kam er nicht zum Einsatz. Im Januar 2023 wechselte er zum Ligakonkurrenten Albirex Niigata (Singapur). Der Verein ist ein Ableger des japanischen Erstligisten Albirex Niigata. Am Ende der Saison 2023 feierte er mit Niigata die singapurische Meisterschaft.
Albirex Niigata (Singapur)
- Singapurischer Meister: 2023